# Fiódor Bogorodski
Bogoródski Fiódor Semiónovich (1895-1959). Fue un pintor ruso, miembro de Academia de Artes Visuales de Rusia; integrante de la Asociación de Artistas de la Rusia Revolucionaria y de la Facultad de artes visuales de la Universidad del cine estatal de Federación Rusa (VGIK). 
Sus pinturas más famosas están dedicados a los marineros revolucionarios. Las obras del pintor están en más conocidos museos y galerías privadas del Mundo: En Galería estatal de Tratiakov en Moscú, Museo estatal ruso en Sankt- Petersburgo, en los museos estatales en interior de Rusia, en los museos de Berlín, Nueva York y otros ciudades del Mundo. Artista homenajeado de la RSFSR (1946). Ganador del Premio de Stalin de segundo grado (1946) [1]. 

## Biografía

### Primeros años
Fiódor Bogoródski nació el 21 de mayo (2 de junio) de 1895 en la ciudad de Nizhny Novgorod de la Rusia Imperial en una familia de abogados. Estudió en el gimnasio de la ciudad de Nizhny Novgorod. Desde la edad de 12 años aprendió dibujo: primero con pintores V. A. Líkin y L. Diamónd, después, desde 1914 a 1916 en el estudio de M. V. Leblán.

### Universidad Imperial de Moscú
En 1914, después de graduarse en la escuela secundaria, fue a Moscú. En el mismo año ingresó en la Facultad de Derecho de la Universidad Imperial de Moscú.
Se interesó en el futurismo, era amigo de Khlebnikov, N. N. Aseev y Vladimir Mayakovski. Durante sus estudios, trabajó como bailarín en el circo.
En 1917 por primera vez participó en una exposición de artes visuales: su obra "Retrato de la madre" se exhibió en la XVI exposición periódica en ciudad de Nizhny Novgorod de la Sociedad de Artes, que se abrió a principios de marzo.

### La Primera Guerra Mundial
En 1914 el Imperio Ruso entró en la guerra, comenzando la movilización. Pero a los estudiantes no se les llama para servir en el ejército, ya que supondría una demora para completar su educación. Sin embargo en marzo de 1916 debido a la falta de personal instruido en el ejército del Imperio Ruso, se llevó a cabo la primera convocatoria de los estudiantes (en la Universidad Imperial de Moscú, el número de alumnos formados se redujo desde 11.184 en enero hasta 8129 en noviembre de 1916) Aunque en de marzo de 1916 Fiódor Bogoródski aún no había cumplido 21 años, fue reclutado en el ejército. "En la primavera de 1916, que fue movilizado y enviado a Petrogrado en el servicio naval", escribió acerca de este tiempo Bogoródski en sus recuerdos. Ha aparecido como un marinero en la Flota Imperial del Báltico. Después de un tiempo, se las arregló para enrrolarse en las Fuerzas Aéreas Imperiales, primero como voluntario.
Mientras servía en Petrogrado se reunió de nuevo con poeta Vladimir Maiakovski, que sirvió allí en la Escuela de Formación de la automoción. Visité Maiakovski en un apartamento en la calle Nadezhdinskaya visto allí con Lily Brik.
Fue designado como piloto a los 35 desprendimiento grupo de la aviación como parte del Ejército especial. En el julio de 1917, el grupo participó en el ataque contra el Frente Sur-Oeste. En sus recuerdos [1], Bogorodski describió la visita del ministro Kérenski en su unidad militar antes del ataque.
En septiembre de 1917 se voló el avión espía doble "Farman" en el área de Skalat y Hrymailiv. En el otoño de 1917, su avión fue derribado por la artillería alemana. Bogorodsky sobrevivió y debía ser tratado en un hospital.
En enero de 1918, empezó a caminar con muletas. Fue tratado en la ciudad de Dubno, cerca de la línea del frente. Por iniciativa del Comité revolucionario de la Guardia Roja fue organizado una división, de la que fue Fiódor Bogorodski como comandante. En febrero de 1918, fue desmovilizado como un inválido y se fue a Moscú desde Dubno con los documentos de un piloto belga - Moran.  La Primera Guerra Mundial irá terminando con la movilidad más característica de las guerras clásicas e irá incorporando la estática y desgastante guerra de trincheras, donde se destruyen en grandes cantidades en forma acumulativa recursos humanos, tecnológicos y económicos, solamente en muchos casos para avanzar unos pocos kilómetros de terreno –como la Batalla de Verdún–, que se prolongó por 10 meses, con 300 mil muertos y un millón de heridos. Para avanzar superando las trincheras se crean los tanques, los aviones de bombardeo y se emplean por primera vez las armas químicas y los gases venenosos. El resultado en costos humanos será de 10 millones de muertos, 8 millones de desaparecidos y 21 millones de heridos. Es decir, la Primera Guerra Mundial combina elementos de las guerras “clásicas” pero cada vez más junto a métodos propios de las guerras civiles o de las guerras coloniales, por lo que se generalizan los llamados “crímenes de guerra”. Todo esto, no obstante, se repetirá aún en mayor escala y con mayor brutalidad en la Segunda Guerra Mundial, donde estos métodos y el terror de las masacres de civiles que inaugura 1914 (el más paradigmático es el genocidio armenio a manos de Turquía, del que se está cumpliendo un siglo) se transformarán en una verdadera industria del asesinato en masa y donde la cifra de muertos se multiplicará aproximadamente por 7.

### El terror rojo en la región de Nizhny Novgorod
En Moscú, trabajó en el Comité Extraordinario de toda Rusia. No mucho tiempo después de estar en Moscú, fue enviado a su casa - a Nizhny Novgorod. Alla Bogorodsky fue nombrado como Presidente del Departamento para los casos particularmente importantes del tribunal revolucionario de la provincia de Nizhny Novgorod (el propio tribunal se dirigía por A. V. Anokhin). Los bolcheviques tomaron la solución en diciembre de 1917, que abolió las antiguas cortes y abolió el título de Fiscal. En lugar de la corte llegó el tribunal revolucionario que sus acciones no son guiadas por la ley, sino por la conveniencia revolucionaria.
La decisión del Comité Provincial, fue trasladado a la Comisión Extraordinaria de Nizhny Nóvgorod de Lucha Contra-Revolución, que fue dirigido por Yakov Vorobyov - uno de los organizadores del terror rojo en la región de Nizhny Novgorod.
En octubre de 1918, Bogoródski participó en la organización en Nizhny Novgorod de una bola Ejército Rojo en la antigua "club burocrático", con motivo del primer aniversario de la Revolución de Octubre.
Desde marzo de 1919 - Jefe del Departamento del Comité de Emergencia de la provincia de Nizhny Novgorod.

### La guerra civil en el Sur
En mayo de 1919, fue enviado al frente de la guerra civil como Comisario político de una división marinera de la flotilla militar "Don". A continuación, la flotilla se ha asociado con el desprendimiento del Norte de la flotilla "Astrakhan-Caspian", que se convirtió después a la flotilla "Volga-Caspian". A Comisario Bogorodski fue resolución a cargarse tan pronto como sea posible para formar un destacamento de los marineros-comunistas para las operaciones militares. Luchó en el Volga, bajo de Tsaritsino. En finales de junio, en una de las peleas Bogorodsky fue gravemente herido. Fue tratado en el hospital del ciudad de Samara. Después de recuperarse, fue desmovilizado y fue nombrado como jefe de un departamento especial de Comisión Extraordinaria de la provincia de Orenburg para combatir la contrarrevolución.

### Ciudad de Nizni Novgorod
En enero de 1920, fue enviado a Moscú, al Comité Extraordinaria de todo Rusia. Allí pidió de su traslado a trabajar en organizaciones relacionadas con los artes visuales. Fue enviado por A. V. Lunacharski a ciudad de N. Novgorod como jefe del departamento de los artes. Sin embargo, El comité provincial de la ciudad de Nizhny Novgorod lo nombró como jefe de la unidad de investigación del Tribunal Militar Revolucionario de la región de Volga. Durante de dos años vivió en su hogar (en la calle de nombre de Uliánov). Escribió poemas en el espíritu de "la izquierda" futurismo revolucionario (poemario Das!, 1922).
En octubre de 1920 fue transferido al sindicat laboral con el título de Presidente de la Administración de sindicato laboral de la provincia de Nizhny Novgorod del sindicato Rabís. Fue elegido como concejal de la ciudad de Nizhny Novgorod.
En octubre de 1921 fue enviado a Moscú para una conferencia sindical de los artistas, donde fue elegido como miembro del Presidium.

### Los estudios realizados en Vhutemas (Talleres rusos de los artes visuales)
En septiembre de 1922, de 27 años de edad, Bogorodski fue enviado a Moscú para completar la educación artística. El pintor Académico A. E. Arhípov lo invitó a su estudio en Vhutemas, a cuarto año. Lanzamiento poemario "Das!" (1922).
En 1922 se unió a la asociación de arte "Génesis".
En 1922 fue elegido para el Consejo de la Ciudad de Moscú. (1922-1928)
En 1924 se unió a la Asociación de Artistas de Rusia Revolucionaria (AHRR), los grupos más amplios e influyentes de la década de 1920. Participó activamente en el trabajo de la asociación. Tratando en lo posible para mostrar una nueva vida, la asociación organizó para sus miembros los viajes creativos a los diferentes lugares de Rusia soviética. En 1925 Bogorodski viajó a la región de Volga, a las repúblicas de Mari-El y de República de Chuvashia.
En 1925 se unió a la asociación de arte "Flor de Fuego".
En 1927 defindió su título y recibió de parte de la Comisaria de Educación de pueblo la autorización de realizar un viaje extranjero.